# Brottby
Brottby is een plaats in de gemeente Vallentuna in het landschap Uppland en de provincie Stockholms län in Zweden. De plaats heeft 196 inwoners (2005) en een oppervlakte van 17 hectare.

## Verkeer en vervoer
Bij de plaats lopen de E18 en Länsväg 268.